# Smocevo, Kiustendil
Smocevo (în bulgară Смочево) este un sat în comuna Rila, regiunea Kiustendil,  Bulgaria. 

## Demografie
Componența etnică a satului Smocevo
     Bulgari (98,18%)
     Nicio identificare (1,81%)
     Altele (0%)
La recensământul din 2011, populația satului Smocevo era de 220 locuitori. Din punct de vedere etnic, majoritatea locuitorilor (98,18%) erau bulgari. Pentru 1,81% din locuitori nu este cunoscută apartenența etnică.